# Disparus de l'Isère

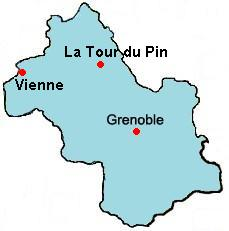
Carte de l'Isère.

L'affaire des Disparus de l'Isère est le nom sous lequel ont été regroupées neuf ou douze affaires de disparition, de meurtre ou d'agression d'enfants survenues en Isère, entre 1980 et 1996. Trois seulement de ces affaires – qui sont elles-mêmes en réalité deux affaires distinctes – ont pu être résolues.

## Liste des enfants
1. Philippe Pignot, âgé de treize ans, disparu le 25 mai 1980 à La Morte n'a pas été retrouvé à ce jour[3] ;
2. Ludovic Janvier, âgé de six ans, disparu le 17 mars 1983 à Saint-Martin-d'Hères, n'a pas été retrouvé à ce jour ; l'enquête est en cours ;
3. Grégory Dubrulle, âgé de sept ans, disparu le 9 juillet 1983 rue Adrien Ricard à Grenoble. Il reprend conscience le lendemain, gravement blessé à la tête, dans une décharge à Pommiers-la-Placette[4] ; l'enquête est en cours ;
4. Des ossements d'un enfant inconnu, mort depuis une dizaine d'années, retrouvés le 12 février 1985, dans une grotte du Vercors[5] ;
5. Anissa Ouadi, âgée de cinq ans, disparue le 27 juin 1985 à Grenoble, retrouvée étranglée et noyée au barrage de Beauvoir treize jours plus tard[2] ;
6. Charazed Bendouiou, âgée de dix ans, disparue le 8 juillet 1987 dans le quartier Champ-Fleuri à Bourgoin-Jallieu, n'a pas été retrouvée à ce jour[6] ; l'enquête est en cours ;
7. Nathalie Boyer, âgée de quinze ans, disparue le 3 août 1988 à Villefontaine, retrouvée par un cheminot le 4 août égorgée sur un sentier près de la voie de chemin de fer à Saint-Quentin-Fallavier[7] ;
8. Fabrice Ladoux, âgé de douze ans, disparu le 13 janvier 1989 à Grenoble, retrouvé mort le 15 janvier 1989 dans un ravin à Quaix-en-Chartreuse[7], violé et blessé à la tête ;
9. Rachid Bouzian (*), âgé de huit ans, disparu le 3 août 1990 devant l'immeuble HLM où il habite, à Échirolles. Il est retrouvé mort, dans un garage, le 5 août, roulé dans une couverture, violé et étranglé. Un voisin est appréhendé quelques jours plus tard[8] ;
10. Sarah Syad (*), âgée de six ans, disparue le 16 avril 1991 à Voreppe, retrouvée dans un bois, à 200 mètres de chez elle, étranglée[9]. L'affaire est résolue.
11. Léo Balley, âgé de six ans, disparu le 19 juillet 1996 dans le massif du Taillefer, n'a pas été retrouvé à ce jour[10] ;
12. Saïda Berch (*), âgée de dix ans, disparue le 24 novembre 1996 à Voreppe. Elle est retrouvée le 26 novembre, au bord d’un canal, étranglée[9]. L'affaire est résolue.

En avril, il y a donc au total : quatre enfants disparus, sept enfants retrouvés morts et un enfant rescapé.

## Enquête de police

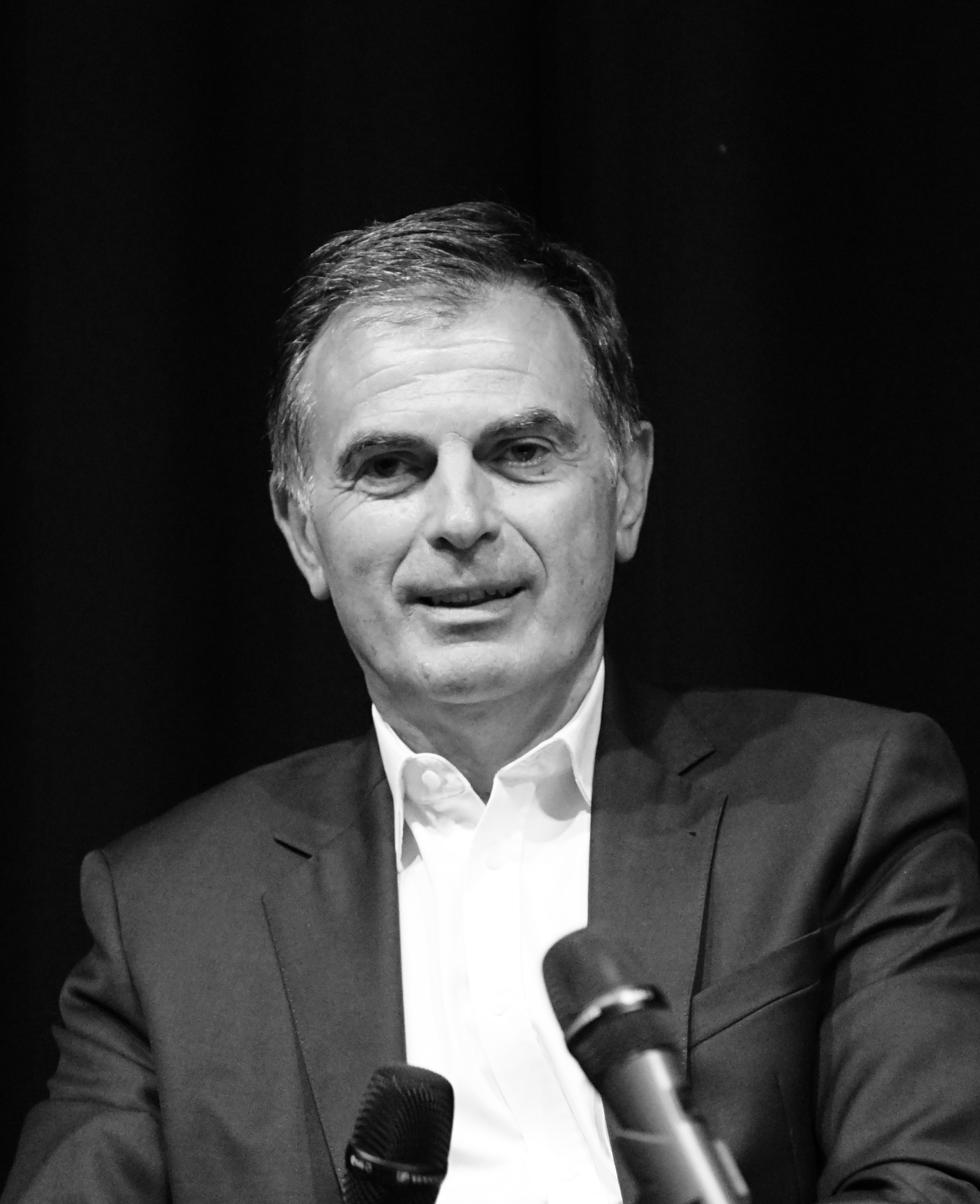
Jacques Dallest en 2019.

En 2007, la sœur de Charazed Bendouiou décide de consulter des avocats spécialisés dans les affaires criminelles non résolues, qui font le rapprochement entre toutes les disparitions et amène à la création de la cellule « Mineurs 38 » en 2008 regroupant plusieurs enquêteurs de la section de recherches de Grenoble aidés par des analystes criminels de l'Institut de recherche criminelle de la Gendarmerie nationale, chargés de réétudier toutes ces affaires. C'est grâce aux investigations menées par cette cellule qu'en 2013 deux disparitions, celles de Sarah Siad et Saïda Berch, vont être élucidées grâce aux traces ADN, jusqu'à mener à la condamnation d'un individu. En 2014, la cellule est dissoute et les enquêtes en cours sont arrêtées.
En mai 2022, le nouveau pôle judiciaire dédié aux affaires criminelles non élucidées, initié par Jacques Dallest, procureur général auprès de la cour d'appel de Grenoble, compte se pencher sur le cas de la disparition de Charazed Bendouiou et de Nathalie Boyer,,.
Le 27 novembre 2024, Mohammed.C, 63 soupçonné des meurtres de Nathalie Boyer (1988) et Leila Afif (2000) est placé en garde à vue. Le procureur général Jacques Dallest, explique qu'il est possible que le sexagénaire soit un possible tueur en série.

### Les affaires résolues
1. L'affaire Rachid Bouze sexagénaire après l'arrestation le 21 août 1990 d'un voisin, Karim Katefi, qui dit avoir transporté le corps, et accuse son frère Kamel d'être l'auteur du crime[17]. Reconnu coupable du crime, Karim Katefi est condamné à la prison à perpétuité[18].
2. Les affaires Sarah Siad (1991) et Saïda Berch (1996) ont été résolues grâce à l'ADN. Le 25 juillet 2013, Georges Pouille[19] (âgé de quinze ans au moment du premier des deux meurtres) est mis en examen après avoir été confondu[20] à la suite de la comparaison entre les traces ADN relevées sur les lieux où ont été retrouvés les corps des deux fillettes avec celles recensées dans la base de données FNAEG, où les empreintes de l'individu en question avaient été répertoriées pour « conduite sous l'emprise de stupéfiants et défaut d'assurance »[9]. Georges Pouille est condamné le 11 mars 2016 à trente ans de réclusion pour le meurtre de Saïda Berch[21], et le 12 juillet 2016, il est condamné à treize ans de réclusion pour le meurtre de Sarah Siad[22].

## Articles de presse
- « Isère. Sur les traces d'un tueur d'enfants » Article publié le 25 mars 2008 dans La Dépêche du Midi.
- « Les disparues de l'Isère - La cellule d’enquête "Mineurs 38" va bientôt livrer ses conclusions » Article publié le 27 janvier 2010 dans France-Soir.
- « Disparus de l'Isère : l'enquête relancée sur trois cas » Article de Jim Jarrassé publié le 2 août 2010 dans Le Figaro.
- « Le mystère ne sera jamais résolu » Article publié le 14 novembre 2014 dans Paris Match.
- « Disparus de l'Isère : réouverture de l'enquête, deux juges d'instruction nommés » Article de Victor Fortunato publié le 23 juin 2015 dans Le Parisien.
- « Disparus de l'Isère : histoire d'un dossier perdu, oublié et enfin rouvert » Article d'Elsa Vigoureux publié le 23 juin 2015 dans Le Nouvel observateur.
- « Grenoble. Trois affaires de disparition d'enfants rouvertes en Isère » Article publié le 23 juin 2015 dans Ouest-France.
- « L'affaire des disparus de l'Isère officiellement relancée » Article de Judith Duportail publié le 25 juin 2015 dans Le Figaro.
- « Disparus de l'Isère : "il n'est jamais trop tard, il faut simplement y croire" pour la sœur de Ludovic Janvier » Article de Fabienne Béranger et Joëlle Ceroni le 24 juin 2015 sur France 3 Pays de la Loire.

### Documentaires télévisés
- « Les enfants disparus de l'Isère » dans Affaires non résolues le 18 septembre 2010, 7, 23 et 26 juillet 2013 sur France 5 et sur 13e rue.
- « Les disparus de l'Isère » le 30 août 2014 dans Les Faits Karl Zéro sur 13e rue.
- « Les disparus de l'Isère » (premier reportage) dans « ... à Grenoble » le 25 janvier 2016 dans Crimes sur NRJ 12.

### Émissions radiophoniques
- « Les disparus de l'Isère » le 26 janvier 2010, dans Café crimes de Jacques Pradel sur Europe 1.
- « Les disparus de l'Isère » le 1er décembre 2014, « Disparus de l'Isère : vers une relance de l'enquête ? » le 8 juin 2015 et « Disparus de l'Isère : Grégory Dubrulle témoigne » le 24 juin 2015 dans L'heure du crime de Jacques Pradel sur RTL.